# كيفن فيريتي
كيفن فيريتي (بالإنجليزية: Kevin Verity)‏ هو لاعب كرة قدم ومدرب كرة قدم بريطاني في مركز الهجوم، ولد في عقد 1930 في إنجلترا في المملكة المتحدة. لعب مع نادي هاليفاكس تاون.